# Maurice Buffière
Maurice Buffière, né le 6 mars 1934 à Oullins et mort le 28 juin 2021 dans le 3e arrondissement de Lyon, est un joueur de basket-ball français.

## Biographie
En 1966, avec le Basket Club Monbrisonnais présidé par Antoine Pierre, en tant qu'entraîneur-joueur, il est champion de France de nationale 2.
M. Buffière a été entraîneur de l'ASVEL de 1967 à 1970; de la CRO Lyon Basket de 1974 à 1977.
Il crée le FC Vaulx basket de Vaulx-en-Velin en 1972; en 1974, celui-ci fusionne avec l'U.S. Vaulx pour devenir l'UB Vaulx (aujourd'hui Vaulx-en-Velin Basket Club).
Il a dirigé Vaulx Presse, une librairie-papeterie à Vaulx-en-Velin.

## Club
- Villeurbanne
- Lyon

## Palmarès
Autres
- Première sélection en équipe de France le 16 septembre 1955 à Luxembourg contre le Luxembourg
- Dernière sélection le 30 juin 1957 à Sofia contre la Pologne